# 58097 Алімов
58097 Алі́мов (1976 UQ1, 1976 WO, 2001 TE43, 58097 Alimov) — астероїд головного поясу, відкритий 26 жовтня 1976 року.
Тіссеранів параметр щодо Юпітера — 3,348.